# 楊鼎 (正統進士)
楊鼎（1409年—1485年），字宗器，號恥菴，别號十思。陝西西安府咸寧縣（今屬西安市）人，明朝政治人物，宣德乙卯解元，正統己未榜眼及第，官至戶部尚書，諡莊敏。

## 生平
楊鼎家貧。宣德十年（1435年）舉乙卯科陝西鄉試第一（解元）。正統四年（1439年）中會元，殿試第二（榜眼），賜進士及第，授翰林院編修，多年後，與侍講杜寧等十人入東閣。也先進攻明朝時，楊鼎任監察御史，在兗州募兵。景泰三年（1452年），進翰林院侍講兼詹事府中允。景泰五年，升戶部右侍郎。
天順初年轉為戶部左侍郎。天順三年，因陪祀陵寢不謹下獄，此後還職。天順七年，因上書年富有疾，楊鼎掌管戶部事。
成化四年（1468年），代替馬昂為戶部尚書。成化六年，負庫貯銀布籌集賑災，加封太子少保。成化十五年（1479年），被給事中御史彈劾后，楊鼎辭職，賜給役四人。大臣致仕有給賜，自楊鼎始。成化二十一年（1485年）六月卒，享年77岁，贈太子太保，諡莊敏。

## 著作
著有《助費稿》二十卷、《奏議》五卷、《浮生出處圖説》一卷，藏于家。

## 家族
曾祖楊伯安。祖楊惟敬。父楊森。母刘氏。继母李氏。具慶下。弟楊鼒。
楊鼎中進士時還未娶親。後娶大理少卿山東武城李畛女，累封夫人。生五子：長子楊時暢，戊戌進士，改庶吉士，授翰林檢討；次子楊時敷、楊時達、楊時舒、楊時新。女儿三：希淑，適翰林庶吉士張鈍；希善，適永清衛指揮譚輔；希良，在室。

## 佚事
成化間，楊鼎與司寇福建林聰會面。席間，林聰开玩笑道：「胡兒七歲能騎馬。」諷刺楊有鬍子。楊鼎回敬道：「癩子三年不似人」，諷刺林聰形貌不揚。

## 參看
- 明朝解元列表
- 明朝七卿年表